# Hadeland Glassverk
Hadeland Glassverk, Jevnaker, Innlandet fylke i Norge, ( 40 km nord for Oslo blev grundlagt ved gården Mo ved Randsfjorden i 1762. Produktionen startede i 1765. Hadeland Glassverk eren af Norges ældste industrivirksomhed med kontinuerlig drift.
I den første tid bestod produktionen i hovedsagligt af flasker, apotekerglas, medicinglass og glas til husholdningsbrug. I 1852 blev Ole Chr. Berg bestyrer på glasværket og under hans ledelse gennemgik værket en stor utvikling. Produktionen blev lagt om til vinglas, skåle, fade og vaser. På 1800-tallet brugte man modeller af glas fra andre lande i Europa. I 1920'erne begyndte de at udvikle deres egne modeller.
Hadeland Glassverk er Norges 3. største turistattraktion med 447.000 besøgende i 2004.

## Links
- Hadeland Glassverk

60°14′N 10°24′Ø / 60.24°N 10.4°Ø